# Vincent Hoppezak
Vincent Hoppezak, né le 2 février 1999 à Capelle, est un coureur cycliste néerlandais, participant à des épreuves sur route et sur piste.

## Palmarès sur piste

### Championnats du monde
- Roubaix 2021
  -  Médaillé de bronze de la course aux points

### Coupe des nations
- 2023
  - 2e de la course à l'américaine au Caire
  - 2e de la course à l'américaine à Milton
- 2025
  - 2e de la course à l'américaine à Konya

### Championnats d'Europe
| Édition / Épreuve        | Course à l'américaine        | Scratch | Course aux points |
| Apeldoorn 2021 (espoirs) | Bronze (avec Philip Heijnen) |         |                   |
| Granges 2021             |                              | Argent  |                   |
| Munich 2022              |                              |         | Bronze            |
| Granges 2023             | 9e                           |         |                   |
| Heusden-Zolder 2025      | Or (avec Yanne Dorenbos)     | Argent  |                   |

### Championnats des Pays-Bas
- 2016
  -  Champion des Pays-Bas du kilomètre juniors
  -  Champion des Pays-Bas de l'omnium juniors
  - 2e du scratch juniors
  - 3e de la poursuite juniors
- 2019
  -  Champion des Pays-Bas de poursuite par équipes
- 2021
  - 2e du scratch
  - 2e de l'américaine
  - 3e de l'élimination
- 2022
  -  Champion des Pays-Bas de l'omnium
- 2023
  -  Champion des Pays-Bas de l'élimination
  - 3e de l'américaine
- 2024
  -  Champion des Pays-Bas de course aux points
  -  Champion des Pays-Bas de l'omnium Maikel Zijlaard)

### Six Jours
- 2017
  - 2e des Six Jours de Rotterdam espoirs
- 2023
  - 2e des Six Jours de Berlin (avec Yoeri Havik)
  - 3e des Six Jours de Rotterdam (avec Philip Heijnen)
- 2024
  - 3e des Six Jours de Rotterdam (avec Philip Heijnen)

## Palmarès sur route
- 2016
  - 1re étape b de la Coupe du Président de la Ville de Grudziądz